# 1344
1344 (MCCCXLIV) var ett skottår som började en torsdag i den julianska kalendern.

## Händelser

### December
- 6 december – Erik Magnusson av Sverige utses till svensk tronföljare.

### Okänt datum
- Kort efter sin make Ulfs död får Birgitta Birgersdotter, enligt egen utsago, Guds uppdrag att verka som hans språkrör på jorden.
- I Uppsalastadgan utfärdas förbud mot att rida genom riket med "fulla vapen".
- Stockholm härjas av brand.

## Födda
- 10 oktober – Mary av Waltham, hertiginna av Bretagne
- Kristofer Valdemarsson, dansk tronföljare 1344-1363

## Avlidna
- Ulf Gudmarsson, lagman, riksråd, gift med den heliga Birgitta, död i Alvastra kloster där han begravs.
- Katarina Magnusdotter (Bjälboätten), dotter till Magnus Birgersson.